# Xestia brevipennis
Xestia brevipennis là một loài bướm đêm trong họ Noctuidae.